# Черноморская травяная креветка
Черноморская травяная креветка или палемон крапчатый (лат. Palaemon adspersus) — вид креветок из семейства Palaemonidae.
В русскоязычной литературе именуется как черноморская травяная креветка, в европейских странах — как балтийская креветка (англ. Baltic prawn, фр. Bouquet Balte, пол. Krewetka bałtycka).

## Описание
Окраска тела жёлто-серая. Достигает 60-80 мм длиной, самки крупней самцов, так, в прибрежной акватории Крыма максимальные длина и масса самцов достигают ~57 мм и 1.64 г, самок — 78 мм и 4.65 г соответственно. У самцов, в отличие от самок, на второй паре брюшных ножек (плеопод) присутствует второй придаток (appendix masculine).
Рострум имеет заметные пятна на нижней половине.
Спаривание этих креветок у северо-западных берегов Чёрного моря начинается в апреле по достижении температуры воды 7-9 °С, продолжительность эмбриогенеза при температуре 9-16 °С — 1.5-2 месяца. Спаривание наружное, через несколько часов после спаривания самки откладывают икру на плеоподы и вынашивают в течение периода эмбрионального развития, которое завершается выходом личинок из икры. Длительность метаморфоза личинок — 14-20 суток.

## Ареал
Распространение — от юго-западной Финляндии в Балтийском море и южной Норвегии в Северном море вдоль берегов Западной Европы вплоть до Марокко, а также прибрежных зонах Средиземного, Чёрного и Азовского морей в водах с температурами в 2-25 °С и соленостью 5-35 ‰.
Вид не очень распространённый в большей части северо-западной Европы, но очень обилен в Балтийском море и Датских проливах, где имеет промысловое значение. В Балтийском море выдерживает понижение солености до 5 ‰, но на зимовку уходит на глубокие участки, где сохраняется более высокая соленость. Вид связан с зарослями взморника, на открытых участках замещаясь на близкий вид Palaemon elegans.